# イオン十和田ショッピングセンター
イオン十和田ショッピングセンター（イオンとわだショッピングセンター）は、青森県十和田市にあるイオンリテール株式会社が開発・運営を行っているショッピングセンター。

## 概要
イオンスーパーセンター十和田店を中心として専門店街が連なっているが、近隣にはイオンモール下田（おいらせ町。開発・運営はイオンモール）があることなどから、地元市民からはキーテナント名の「イオンスーパーセンター」や「ジャスコ」などとよばれており、イオン十和田ショッピングセンターという名称はあまり使われていないが、大規模小売店舗立地法による届出はイオン十和田ショッピングセンターとなっている。

### 十和田市とイオン
1980年代にジャスコ（当時）は十和田市内に総合スーパーを建設する計画があった。しかし、中心商店街側が一斉に営業をシャッターを下ろし、「ジャスコ絶対反対」と市内へのジャスコ出店に対する猛烈な反対運動を行ったため、この計画は白紙撤回となった。
しかし、1990年代のバブル崩壊以降、不況の煽りで中心商店街への来客が減少。加えて、近隣の七戸町や下田町（当時）にジャスコの大型店舗（七戸店・下田店）が出店されたこともあり、市民は近隣の町村へ買い物へ行くようになり、中心商店街への来客の減少に歯止めがかからなかった。そんな中、中心商店街の大型店舗であった十和田松木屋とジョイフルシティ十和田亀屋が相次いで閉店した。十和田商工会議所は亀屋側に営業継続を要望し実現したが、松木屋跡地に入居するテナントを誘致することができなかった。だが、その亀屋みなみチェーンも2001年に経営破綻し、再建策として中心街にある店舗を閉鎖することになった（その後、亀屋は破産し法人として消滅した。）。
このような状況の中で、イオンは2000年代前半に中心商店街に大型店舗を建設する意向を示した。イオンはこれまでに郊外の広大な敷地に出店してきたこともあり、中心街への出店は異例ともいえる状況だった。これに対して中心商店街側から賛否両論があったが、商工会議所側はイオンに対して出店計画の説明を求めた。
しかし、中心商店街の土地一角をすべて更地にしたうえで出店を希望することイオン側が要求。これには市道も含まれていたため、協議は難航。計画が進まない中、イオンは郊外の十和田バイパス沿いの敷地を出店用地として確保。そのため、中心街への出店計画は白紙撤回された。
このような経緯があるためか、市民の中には同SCのことを「ジャスコ」や「とわジャス」（「十和田のジャスコ」という意味）と呼ぶ人もいる。

## 沿革
- 2005年（平成17年）
  - 9月27日 - 9月29日 - 「イオンスーパーセンター十和田店」としてプレオープン。
  - 9月30日 - オープン（この日の午前9時から直営売場では24時間営業を開始）
- （時期不明）- 直営売場での24時間営業を終了。午前9時から午前0時までの営業に短縮。
- 2009年（平成21年）2月2日 - 「青森県におけるレジ袋削減推進に関する協定」に基づき、直営売場での無料レジ袋配布終了[2]。
- 2010年（平成22年）12月1日 - 直営売場の営業時間を23時閉店に変更。
- 2015年（平成21年）9月30日 - 開店10周年を迎える。
- 2022年（令和4年）11月3日 - サンデーがコンセッショナリー形態で運営していたホームセンター部門が独立店舗（テナント）となり、「サンデースーパーセンター十和田店」としてリニューアル。
- 2025年（令和7年）3月1日 - イオン東北株式会社によるイオンスーパーセンター株式会社の吸収合併に伴い、イオンスーパーセンター十和田店の運営がイオン東北株式会社に移管。

## フロアとテナント

### フロア概要
核店舗のイオンスーパーセンター十和田店と38の専門店で構成される。
前記のように開業当初、サンデーはコンセッショナリーとしてイオンスーパーセンターのホームセンター部門の運営をしていたが、2022年11月3日にサンデーは独立店舗としてテナント化され、売場面積も拡張。イオンスーパーセンターの直営売場は食料品・日用品・衣料品に集約された。

### 主なテナント
フード
- ケンタッキーフライドチキン（ファストフード）
- マクドナルド（ファストフード）
- 築地銀だこ（たこ焼）
- バーミヤン（レストラン）

2005年9月にバーミヤン十和田店として開店した。この店舗の開店により、バーミヤンは全国47都道府県に店舗を構えることとなったが、すかいらーく側の方針で2009年10月に業態転換した。なお、すでに十和田市内にガスト十和田店（旧国道4号線沿いの十和田南ショッピングセンター内のテナント）が存在するため、店名はイオン十和田店となっている。しかし、2024年6月にバーミヤンに再転換。店舗名はガスト時代を引き継いだ。
ファッション・グッズ
- ハニーズ（レディス）
- マックハウス（ファミリー）
- ヴィレッジ・ヴァンガード（雑貨・書籍）
- ダイソー（100円ショップ）
- 未来屋書店（書籍）

サービス・エンターテイメント
- やすがや＆iPhone修理SHOP（携帯修理）
- チャンスセンター（宝くじ）
- モーリーファンタジー（アミューズメント）

その他
- ATMコーナー（各1台ずつ）
  - 青森銀行ATM統括支店イオンスーパーセンター十和田店出張所
  - みちのく銀行穂並支店イオンスーパーセンター十和田店出張所
  - 青い森信用金庫穂並支店（旧：八戸信金店）イオンスーパーセンター十和田店出張所
  - ゆうちょ銀行仙台支店イオンスーパーセンター十和田店内出張所（十和田郵便局受託）
  - イオン銀行イオン十和田ショッピングセンター出張所（店舗外ATM・イオンクレジットサービスのCDを置き換えて設置された）

※テナント情報は2022年5月時点
出店テナント全店の一覧詳細情報や営業時間の詳細は「公式サイト」を参照。

## アクセス
国道4号線十和田バイパス沿いに位置している。
バス
- 十和田市内（元町東 - 十和田市中央 - 三高前 - 青果市場前）から
  - 十鉄バス イオンスーパーセンター十和田店シャトルバス（運賃：100円/定期券・回数券は利用できない。） 「イオンスーパーセンター十和田店」終点下車（途中の停留所に関しては、元町東発は終点まで乗車専用・イオンSuC十和田店発は終点まで降車専用）：所要時間20分
    - 2013年10月1日からは土曜・日曜・祝日のみ運行に変更された。
      - 2013年9月30日までは平日も運行されていたが、平日の一部便は中央病院を経由していたため、所要時間が30分となる便があった。

    - 2016年3月25日までは元町東から先の十和田市駅バス停を起終点としていた。
- 十和田市内（東病院 - 北里大学前 - 元町東 - 中央病院 - 三高前 - 藤坂小学校前）から
  - 十鉄バス 〈一般路線バス〉（八斗沢）十和田市 - 喜多美町線：喜多美町行き（通常運賃） 「イオンスーパーセンター十和田店」下車：所要時間30分（○：日曜・祝日運休）

※その他、十鉄バス十和田 - 八戸線の「青果市場前」停留所が同SCの近隣バス停だが、同バス停と同SCとの距離が約2km程度離れている。